# Jevgenij Birjukov
Jevgenij Nikolajevitj Birjukov (ryska: Евгений Николаевич Бирюков), född 19 april 1986 i Kasli, är en rysk ishockeyspelare som spelar för Metallurg Magnitogorsk i Kontinental Hockey League, KHL. Birjukov vann VM med det ryska landslaget 2012.

## Meriter
- 2005 Spengler Cup-vinst med Metallurg Magnitogorsk
- 2007 Rysk mästare med Metallurg Magnitogorsk
- 2008 Europeiska klubbmästerskapet i ishockey-vinst med Metallurg Magnitogorsk

### Internationellt
- 2004 U18-världsmästare
- 2006 JVM-silver
- 2012 Världsmästare i ishockey